# Pete Ricketts

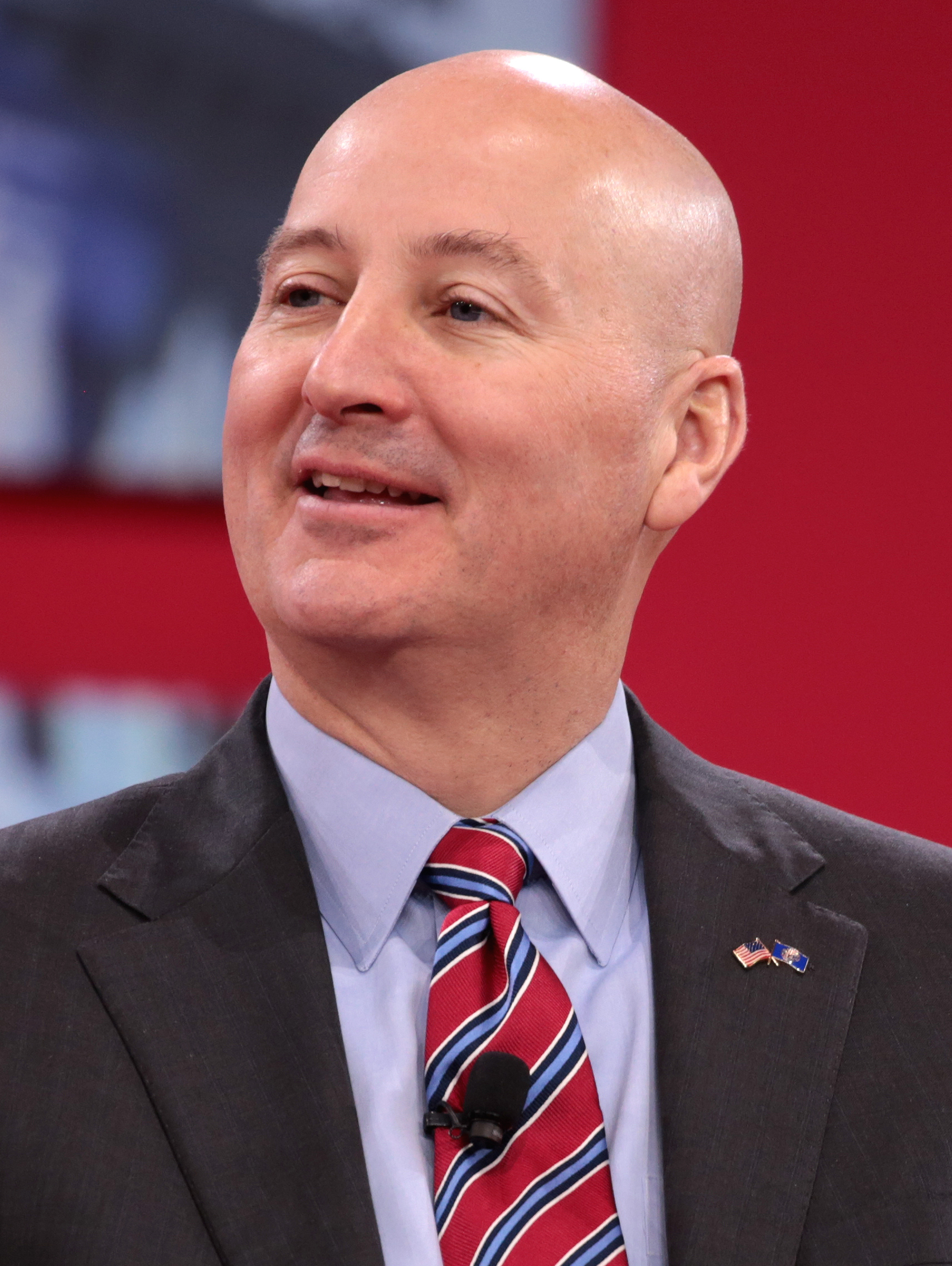
Pete Ricketts (2018)

John Peter Ricketts (* 19. August 1964 in Nebraska City, Nebraska) ist ein US-amerikanischer Politiker. Ricketts, Parteimitglied der Republikaner, ist seit dem 23. Januar 2023 US-Senator für den Bundesstaat Nebraska. Zuvor bekleidete er von 2015 bis 2023 das Amt des Gouverneurs Nebraskas.

## Laufbahn
Pete Ricketts entstammt einer der wohlhabendsten Familien der USA; er wurde als eines von fünf Kindern von Joe und Marlene Ricketts geboren. Sein Vater war der Gründer des Finanzdienstleisters Ameritrade. 2004 wurde das Vermögen der Familie vom Fachmagazin Forbes auf 1,4 Milliarden US-Dollar geschätzt.
Ricketts absolvierte die Westside High School, an der er 1982 seinen Abschluss erlangte. Danach schrieb er sich an der University of Chicago ein, an der er einen Bachelor in Biologie und einen Master in Marketing und Finanzwissenschaften erwarb. Nach seiner Rückkehr nach Nebraska ließ sich Ricketts in Omaha nieder. Zunächst arbeitete er für Union Pacific, bis er als Kundenbetreuer im Unternehmen seines Vaters Anstellung fand. In den kommenden Jahrzehnten stieg Ricketts zum Präsidenten und Chief Operating Officer (COO) des Unternehmens auf.
2005 verließ er das Unternehmen und gab bekannt, für das Amt des US-Senators von Nebraska kandidieren zu wollen. Gewann er noch die parteiinternen Vorwahlen, verlor er bei der Wahl 2006 jedoch gegen den Demokraten Ben Nelson.
Von 2007 bis 2012 war Ricketts Mitglied des Republican National Committee (RNC).
2014 kandidierte er für das Amt des Gouverneurs seines Heimatbundesstaats. Unterstützt von den ehemaligen Gouverneurinnen Kay Orr (Nebraska) und Sarah Palin (Alaska), gelang ihm ein Wahltriumph, als er mit einem Vorsprung von rund 20 Prozentpunkten den Demokraten Chuck Hassebrook klar auf den zweiten Platz verweisen konnte. Sein neues Amt trat er dann am 8. Januar 2015 an.
Das Parlament von Nebraska verabschiedete Ende Mai 2015 ein Gesetz zur Abschaffung der Todesstrafe in dem Bundesstaat. Da Ricketts jedoch Befürworter der Todesstrafe ist, legte er sein Veto gegen die Vorlage ein. Die Abgeordneten überstimmten jedoch den Gouverneur mit der erforderlichen Zweidrittelmehrheit, womit das Gesetz auch ohne seine Zustimmung in Kraft trat. Nebraska vollzog bereits ab 1997 keine Hinrichtungen mehr; die Strafen der übrigen zehn Häftlinge im Todestrakt wurden in lebenslangen Freiheitsentzug umgewandelt. Ricketts finanzierte eine Unterschriftenaktion, um die Todesstrafe zum Gegenstand eines Volksreferendums zu machen. Im November 2017 entschieden sich 61 Prozent des Wahlvolkes für die Beibehaltung der Todesstrafe. Am 14. August 2018 wurde nach einem 20-jährigen De-facto-Moratorium, die letzte Exekution hatte am 2. Dezember 1997 stattgefunden, Carey Dean Moore hingerichtet.
Bei den Gouverneurswahlen 2018 wurde er für eine weitere Amtszeit bestätigt. Er konnte seinen Demokratischen Herausforderer Bob Krist mit 59 zu 41 % der Stimmen besiegen. Eine weitere Wiederwahl war seitens der Verfassung Nebrasksas ausgeschlossen, daher schied Ricketts am 8. Januar 2023 turnusgemäß aus dem Amt.
Am 12. Januar 2023 ernannte ihn der neu gewählte Gouverneur Jim Pillen als Nachfolger des zurückgetretenen Ben Sasse zu einem von zwei US-Senatoren Nebraskas. Seine Amtszeit begann am 23. Januar 2023. Gemäß der Wahlregularien Nebraskas musste sich Ricketts beim nächsten regulären Wahltermin, d. h. am 5. November 2024 einer special election stellen, um den Sitz für die verbleibende Zeit von Sasses Amtszeit  weiter innezuhaben. In der Vorwahl der Republikaner konnte er sich deutlich mit 78 % durchsetzen. In der Hauptwahl besiegte er schließlich seinen Demokratischen Herausforderer Preston Love Jr. mit über 58 % der abgegebenen Stimmen. Er wird damit voraussichtlich dem Senat mindestens bis zum 3. Januar 2027 angehören.

## Privates
Pete Ricketts ist seit dem Jahr 1998 verheiratet. Mit seiner Frau Susanne hat der Katholik Ricketts drei Kinder, zwei Töchter und einen Sohn.

## Mitgliedschaften
- Kolumbusritter
- Ritterorden vom Heiligen Grab zu Jerusalem